# Donald Davies
Donald Watts Davies CBE FRS (Treorchy, 7 de junho de 1924 — 28 de maio de 2000) foi um informático britânico.
Co-inventor da comutação de pacotes, juntamente com Paul Baran.